# Антирадянські партизани

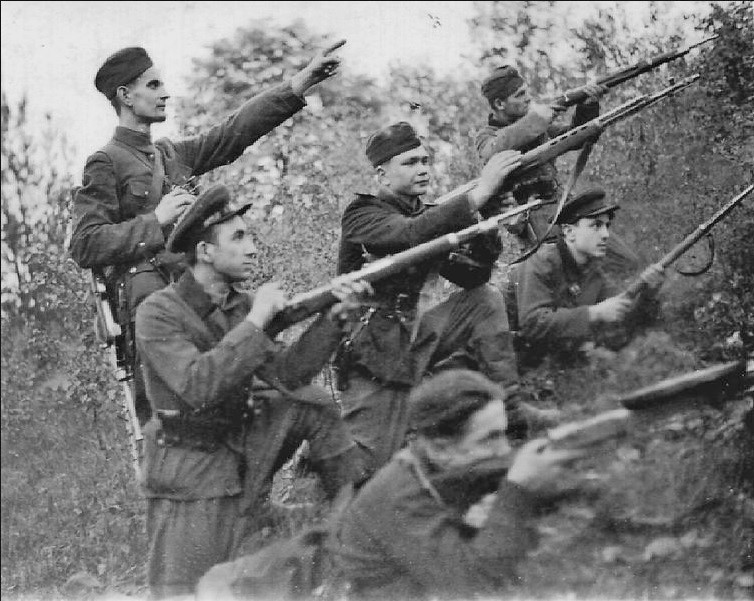
Повстанці з Острозького відділу в Суразьких лісах. Грудень 1943 р.

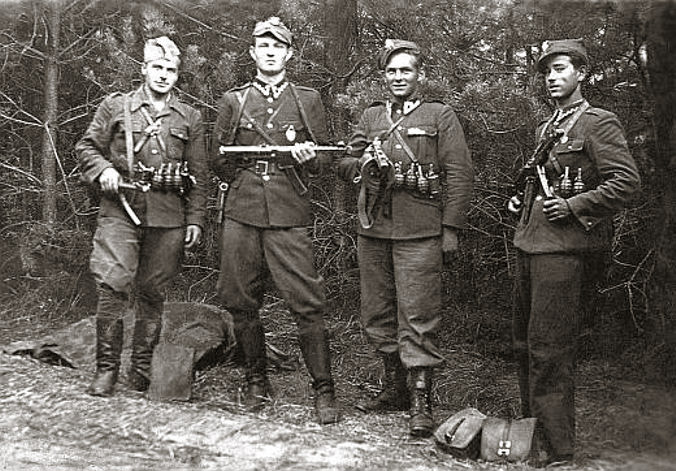
Польські підпільники-антикомуністи, 1947 р.

Терміни антирадянські партизани,  антирадянські підпільники можуть стосуватися різних рухів опору, які виступали проти Радянського Союзу і його сателітів в різні періоди протягом 20-го століття.

## Під час Громадянської війни в Росії
- Зелена армія
- Лісові партизани
- Махновський рух
- Селянська армія Костянтина Монстрова

## Міжвоєнний період
- Кубанський повстанський рух (отамани М. Пилюк, В. Рябокінь та інші)
- Басмацтво

## Під час Другої світової війни та у післявоєнний час
- Білоруська незалежницька партія
- Повстання Хасана Ісраїлова
- Прокляті солдати (Польща)
- Лісові брати (Естонія, Латвія, Литва)
  - Латвійські національні партизани
  - Литовські партизани
- Єврейський військовий союз
- Горянський рух (Болгарія)
- Румунський антикомуністичний рух опору
- Чорна армія (Молдова)
- Організація Українських Націоналістів-Українська повстанська армія
- Білоруська визвольна армія
- Організації, сформовані нацистською Німеччиною
  - Операція ГУЛАГ
  - Чорний кіт (Білорусь)
  - Крижарі (Хорватія)
  - Вервольф (партизанське формування) (Німеччина)
  - Словенське домобранство

## Під час холодної війни
- Операція Гладіо